# SN 2014J
SN 2014J je tip Ia supernova koja je eksplodirala u galaksiji Messier 82. Supernova je otkrivena 21. siječnja 2014. godine kad je već sjajila magnitudom 11.7, a naknadnom provjerom uočena je na starijim snimkama koje su snimljene 15. siječnja 2014. Sam trenutak eksplozije naknadno je datiran na 14. siječnja 2014. u 17:17 UT. Supernova je maksimalan sjaj magnitude 10.5 dosegnula 2. veljače 2014.
Maksimalni teoretski sjaj supernove trebao je biti oko magnitude 8.6, ali SN 2014J je eksplodirala u oblaku prašine i plina koji blokiraju dio svjetlosti. Upravo iz tih razloga je supernova znatno tamnija, i to za 2 magnitude, od maksimalnog teoretskog sjaja. U crvenom dijelu spektra, na koji međuzvjezdana prašina i plin utječu u mnogo manjoj mjeri od zelenog dijela spektra, supernova je dosegnula maksimalan sjaj magnitude 9.8. Zbog ovih okolnosti vrijednost supernove SN 2014J kao standardne svijeće je znatno umanjena. Unatoč svemu ovo je najsjajnija supernova od SN 2011fe, tip Ia supernove koja je eksplodirala u kolovozu 2011. u galaksiji Messier 101.
Predak SN 2014J još uvijek nije pronađen i vjerojatnosti za to su jako male jer tip Ia supernove nastaju eksplozijom bijelog patuljka u dvojnim zvjezdanim sustavima.